# Setana
Setana (せたな町?) è una cittadina giapponese della prefettura di Hokkaidō.